# セイフ・アズ・ミルク
『セイフ・アズ・ミルク』（Safe as Milk）は、ドン・ヴァン・ヴリートが率いるキャプテン・ビーフハート・アンド・ヒズ・マジック・バンドが1967年に発表したデビュー・アルバムである。

## 解説

### 経緯
キャプテン・ビーフハート・アンド・ヒズ・マジック・バンドは、1965年4月にロサンゼルスのハリウッド・パラディアムで催された第4回のハリウッド・ティーンエイジ・フェアーに出演したのをきっかけに、A&Mレコードと契約を結んだ。彼等はプロデューサーにデヴィッド・ゲイツを迎えて、1966年4月にデビュー・シングル『ディディ・ワ・ディディ』、同年6月に2作目『ムーンチャイルド』を発表した。これらのシングルはいずれもヒットしなかったので、A&Mレコードは彼等との契約を解消した。しかしカーマ・スートラ・レコードの西海岸事務所の所長だったボブ・クラスノウが「ディディ・ワ・ディディ」を気に入り、カーマ・スートラ・レコードが新設した子会社のブッダ・レコードから彼等のデビュー・アルバムを発表することを熱望した。
ヴァン・ヴリートは1965年のハリウッド・ティーンエイジ・フェアーで出会った16歳のドラマーのジョン・フレンチに感銘を受けて、1966年の年末に彼をメンバーに迎えた。そして彼等は、同フェアーに出演していたライジング・サンズのベーシストだったゲイリー・マーカーをレコーディング・エンジニアに迎えて、デビュー・アルバムのデモ・テープの制作を開始した。しかしブルース・ロックの範疇を超えた作品を目指していたヴァン・ヴリートは、ギタリストのダグ・ムーンの技量に不満を抱いて、ライジング・サンズのギタリストだったライ・クーダーをメンバーに欲した。彼はクラスノウやマーカーの助けを借りてクーダーを説得して、ムーンに代わるギタリストとして迎えた。こうしてメンバーはヴァン・ヴリート（ヴォーカル）、アレックス・セント・クレア（ギター）、クーダー（ギター）、ジェリー・ハンドレー（ベース・ギター）、フレンチ（ドラムス）となった。クーダーは編曲も担当し、さらに音楽監督としてヴァン・ヴリートの複雑な考えをメンバーにわかりやすく説明する役を担った。
1967年4月、ハリウッドのサンセット・サウンド・レコーダーズで録音を開始する日の前日、クラスノウはプロデューサーとして、デモ・テープの制作に携わったマーカーではなくリチャード・ペリーを連れてきた。ペリーはプロデュースの経験が皆無であったうえにミキシングやエンジニアリングの知識も乏しく、サンセット・サウンド・レコーダーズにあった最新鋭の8トラックの録音機材を使いこなせなかったので、全員がRCAスタジオに移って4トラックの録音機材を用いて制作を続行した。しかしヴァン・ヴリート達はアルバムの出来上がりに不満を抱いたので、ペリーと共同でプロデュースを担当したクラスノウがリミックスを行った。
彼等は同年6月に開催されるモントレー・ポップ・フェスティバルに出演することになった。その一週間前の6月11日、彼等は大きなフェスティバルの雰囲気に慣れるのと新曲を試すという目的を兼ねて、ファンタジー・フェアー・アンド・マジック・マウンテン・ミュージック・フェスティバルに出演した。ところが開始早々の「エレクトリィシティ」の演奏中に、ヴァン・ヴリートは「聴衆の女性の一人が自分を見つめているうちに、彼女の顔が魚の顔になり口からあぶくを吹き始めたので」歌うのを止めてステージを降りてしまった。彼等はボーカリストがいないままでステージを務めざるを得なくなったが、幸い、聴衆の多くはハイキング気分に浸ってたせいか何事も起こらなかった。しかしクーダーは、この一件でヴァン・ヴリートに愛想を尽かして脱退した。この結果、彼等はモントレー・ポップ・フェスティバルへの出演という千載一遇の機会を逃してしまった。
『セイフ・アズ・ミルク』は1967年9月にブッダ・レコード初のアルバムとして発表された。

### 内容
収録された12曲の内訳は、7曲がヴァン・ヴリートと作詞家のハーブ・ベーマンの共作、3曲がヴァン・ヴリートの単独作、1曲がヴァン・ヴリートとベーマンとハンドレーの共作、1曲がブルース・シンガーのロバート・ピート・ウィリアムスの作品のカバー。ベーマンは1960年代の前半に東海岸からカリフォルニア州に移住した詩人で、1966年からヴァン・ヴリートと交流を持った。
「エレクトリィシティ」と「オータムズ・チャイルド」では、著名なテルミン奏者のサミュエル・J・ホフマンが客演した。彼は1967年12月に他界し、本作の録音が生前最後のものとなった。
CDのボーナス・トラックについて
CDにボーナス・トラックとして収録された7曲は、クーダーの後任にジェフ・コットンを迎えて、1967年10月と11月、ハリウッドのサンセット・ブールバードにあるTTGスタジオで録音された。これらの作品は、本作に続くアルバム"It Comes To You In A Plain Brown Wrapper"に収録される予定の新曲だった。詳細は『ミラー・マン』を参照のこと。

## 収録曲
収録曲の邦題は日本盤CDに準拠。

### オリジナルLP
| #         | タイトル                                                        | 作詞・作曲                  | 時間  |
| --------- | --------------------------------------------------------------- | --------------------------- | ----- |
| 1.        | 「シェア・ナッフン・イエス・アイ・ドゥ Sure 'Nuff 'n Yes I Do」 | Don Van Vliet, Herb Bermann | 2:15  |
| 2.        | 「ジグ・ザグ・ワンダラー Zig Zag Wanderer」                     | Van Vliet, Bermann          | 2:40  |
| 3.        | 「コール・オン・ミー Call on Me」                               | Van Vliet                   | 2:37  |
| 4.        | 「ドロップアウト・ブギー Dropout Boogie」                       | Van Vliet, Bermann          | 2:32  |
| 5.        | 「アイム・グラッド I'm Glad」                                   | Van Vliet                   | 3:31  |
| 6.        | 「エレクトリィシティ Electricity」                              | Van Vliet, Bermann          | 3:07  |
| 合計時間: | 合計時間:                                                       | 合計時間:                   | 16:42 |

| #         | タイトル                                           | 作詞・作曲                        | 時間  |
| --------- | -------------------------------------------------- | --------------------------------- | ----- |
| 1.        | 「イエロー・ブリック・ロード Yellow Brick Road」   | Van Vliet, Bermann                | 2:28  |
| 2.        | 「アバ・ザバ Abba Zaba」                           | Van Vliet                         | 2:44  |
| 3.        | 「プラスティック・ファクトリー Plastic Factory」   | Van Vliet, Bermann, Jerry Handley | 3:08  |
| 4.        | 「ホエア・ゼアーズ・ウーマン Where There's Woman」 | Van Vliet, Bermann                | 2:09  |
| 5.        | 「グロウン・ソー・アグリー Grown So Ugly」         | Robert Pete Williams              | 2:27  |
| 6.        | 「オータムズ・チャイルド Autumn's Child」          | Van Vliet, Bermann                | 4:02  |
| 合計時間: | 合計時間:                                          | 合計時間:                         | 16:58 |

### CD
| #         | タイトル                                                                                             | 作詞・作曲                        | 時間  |
| --------- | --- | --------------------------------- | ----- |
| 1.        | 「シェア・ナッフン・イエス・アイ・ドゥ Sure 'Nuff 'n Yes I Do」                                      | Don Van Vliet, Herb Bermann       | 2:15  |
| 2.        | 「ジグ・ザグ・ワンダラー Zig Zag Wanderer」                                                          | Van Vliet, Bermann                | 2:40  |
| 3.        | 「コール・オン・ミー Call on Me」                                                                    | Van Vliet                         | 2:37  |
| 4.        | 「ドロップアウト・ブギー Dropout Boogie」                                                            | Van Vliet, Bermann                | 2:32  |
| 5.        | 「アイム・グラッド I'm Glad」                                                                        | Van Vliet                         | 3:31  |
| 6.        | 「エレクトリィシティ Electricity」                                                                   | Van Vliet, Bermann                | 3:07  |
| 7.        | 「イエロー・ブリック・ロード Yellow Brick Road」                                                     | Van Vliet, Bermann                | 2:28  |
| 8.        | 「アバ・ザバ Abba Zaba」                                                                             | Van Vliet                         | 2:44  |
| 9.        | 「プラスティック・ファクトリー Plastic Factory」                                                     | Van Vliet, Bermann, Jerry Handley | 3:08  |
| 10.       | 「ホエア・ゼアーズ・ウーマン Where There's Woman」                                                   | Van Vliet, Bermann                | 2:09  |
| 11.       | 「グロウン・ソー・アグリー Grown So Ugly」                                                           | Robert Pete Williams              | 2:27  |
| 12.       | 「オータムズ・チャイルド Autumn's Child」                                                            | Van Vliet                         | 4:02  |
| 13.       | 「セイフ・アズ・ミルク（テイク5） Safe as Milk (Take 5)」(CD bonus track, recorded Oct-Nov 1967)     | Van Vliet                         | 4:13  |
| 14.       | 「オン・トゥモロー On Tomorrow」(CD bonus track, recorded Oct-Nov 1967)                              | Van Vliet                         | 6:56  |
| 15.       | 「ビッグ・ブラック・ベイビー・シューズ Big Black Baby Shoes」(CD bonus track, recorded Oct-Nov 1967) | Van Vliet                         | 4:50  |
| 16.       | 「フラワー・ポット Flower Pot」(CD bonus track, recorded Oct-Nov 1967)                               | Van Vliet                         | 3:55  |
| 17.       | 「ダーティ・ブルー・ジーン Dirty Blue Gene」(CD bonus track, recorded Oct-Nov 1967)                  | Van Vliet                         | 2:43  |
| 18.       | 「トラスト・アス（テイク9） Trust Us (Take 9)」(CD bonus track, recorded Oct-Nov 1967)               | Van Vliet                         | 7:22  |
| 19.       | 「コーン・リング・フィンガー Korn Ring Finger」(CD bonus track, recorded Oct-Nov 1967)               | Van Vliet                         | 7:26  |
| 合計時間: | 合計時間:                                                                                            | 合計時間:                         | 71:05 |

## 参加ミュージシャン
※番号はCDのトラック・ナンバーを示す。
キャプテン・ビーフハート・アンド・ヒズ・マジック・バンド
- キャプテン・ビーフハート　Don Van Vliet – ヴォーカル、ハーモニカ、ベース・マリンバ、編曲
- アレックス・セント・クレア　Alex St. Clair – ギター
- ライ・クーダー　Ry Cooder – ギター、ベース・ギター (8、11)、編曲 (1、11)
- ジェリー・ハンドレー　Jerry Handley – ベース・ギター
- ジョン・フレンチ　John French – ドラムス

その他
- ラス・ティテルマン　Russ Titelman – ギター (12)
- ミルト・ホランド　Milt Holland – ログ・ドラムス (2、4)、パーカッション (8)
- タジ・マハール　Taj Mahal – タンバリン、パーカッション (7)
- ドクター・サミュエル・J・ホフマン　Samuel Hoffman – テルミン (6、12)

CD ボーナス・トラック
- キャプテン・ビーフハート　Don Van Vliet – ボーカル、ハーモニカ
- アレックス・セント・クレア　Alex St. Clair – ギター
- ジェフ・コットン　Jeff Cotton – ギター
- ジェリー・ハンドレー　Jerry Handley – ベース・ギター
- ジョン・フレンチ　John French – ドラムス